# Echinaster paucispinus
Echinaster paucispinus är en sjöstjärneart som beskrevs av A.M. Clark 1987. Echinaster paucispinus ingår i släktet Echinaster och familjen krullsjöstjärnor. Inga underarter finns listade i Catalogue of Life.